# 홀거 단스케

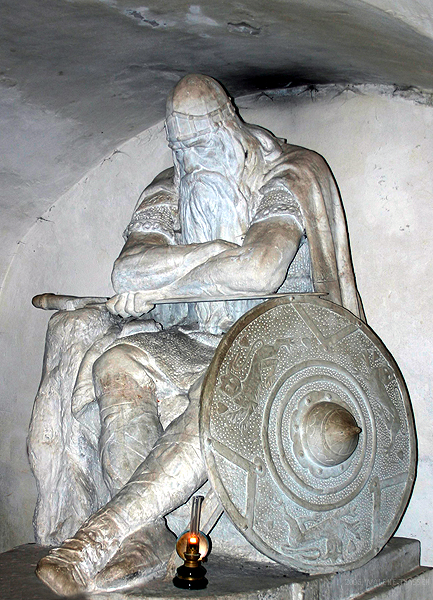
덴마크 크론보르 성의 홀거 단스케 석상

홀거 단스케(덴마크어: Holger Danske, 고대 노르드어: Oddgeir danski 오드게이르 단스키, 프랑스어: Ogier le Danois 오지에르 르 단와[*])는 샤를마뉴(카롤루스 1세)의 기사였다고 하는 고대 프랑스어 무훈시들의 등장인물이다. 특히 1220년경 작품 「기사 오지에」에서 주인공으로 등장한다. 이름에서 보듯이 데인인 출신이라는 설정이다. 명검 코르테와 명마 브루아포르의 주인이며, 사라센인들과 대결하다가 나중에 랑고바르드인의 왕의 편에 서서 샤를마뉴와 오랫동안 대결했다. 그러다 사라센인들의 위협 때문에 대승적으로 샤를마뉴에게 투항하여 그 수하가 된다.
홀거 단스케라는 캐릭터는 역사에서 카를로마누스 1세의 수하였다가 그가 죽은 뒤 랑고바르드인의 왕 데시데리우스에게 의탁해 카롤루스 1세와 맞선 프랑크인 기사 아우트카리우스 프랑쿠스라는 인물을 토대로 창작된 것이다. 설정상 고향인 덴마크에서는 정작 프랑스 이야기들이 『대제 카를의 사가』로 번역되면서 처음 알려졌다. 그리고 덴마크에서 그가 구드프레드의 아들 올라프의 후손이라는 족보가 동인설정으로 붙으면서 덴마크의 민속영웅으로 포장되었다.